# کریستوفر هورواث
کریستوفر هورواث (انگلیسی: Krisztofer Horváth؛ زادهٔ ۸ ژانویهٔ ۲۰۰۲) بازیکن فوتبال اهل مجارستان است.
وی همچنین در تیم‌های ملی فوتبال زیر ۲۱ سال مجارستان و مجارستان بازی کرده‌است.